# Italiano para principiantes
Italiano para pincipiantes (en danés: Italiensk for begyndere) es una comedia romántica danesa dirigida por Lone Scherfig y protagonizada por Anders W. Berthelsen, Lars Kaalund y Peter Gantzler. La película se realizó siguiendo los austeros principios del movimiento Dogma 95, incluyendo cámaras manuales e iluminación natural y se vino a llamar Dogme XII. Sin embargo, en contraste con la mayorías de las películas Dogma, normalmente de tono serio o patibulario, Italiano para principiantes es una comedia ligera que además llegó a recaudar alrededor de 500.000 € (~600.000 $), convirtiéndose en el film escandinavo más rentable.

## Sinopsis
Tres hombres y tres mujeres solteros con vidas estresantes o infelices se apuntan a un curso de italiano en una aldea danesa, que les sirve para enfrentar su aflicción ante la pérdida o la soledad. Cuando el profesor muere de un ataque al corazón, estos alumnos eligen al alumno que más sabe para seguir impartiendo la clase. 

## Elenco
- Anders W. Berthelsen ...  Andreas
- Anette Støvelbæk ...  Olympia
- Ann Eleonora Jørgensen ...  Karen
- Peter Gantzler ...  Jørgen Mortensen
- Lars Kaalund ...  Hal-Finn, "Finlaudrup"
- Sara Indrio Jensen ...  Giulia
- Karen-Lise Mynster ...  Kirsten
- Rikke Wölck ...  Lise, la enfermera
- Elsebeth Steentoft ...  empleada de la iglesia
- Bent Mejding ...  Reverendo Wredmann
- Lene Tiemroth ...  La madre de Karen
- Claus Gerving ...  Klaus Graversen
- Jesper Christensen ...  Padre de Olympia

## Premios
El film ganó el premio a la mejor película en la Seminci de Valladolid y el premio del público en el Festival internacional de Varsovia, además de un delfín de oro a la mejor película en el Festróia en 2001.